# Gianni Alemanno
Gianni Alemanno (n. 3 martie 1958, Bari, Italia) este un politician italian.